# Piaster
Piaster ist die Bezeichnung einer alten spanischen Kursmünze von hohem Wert. Es handelte sich um eine Bezeichnung des Peso, der Acht-Reales-Münze. Durch Handelsbeziehungen verbreiteten sich die Münze und ihre Bezeichnung auch im arabischen und nordafrikanischen Mittelmeerraum. Dort ging die Bezeichnung dann auch auf andere silberne Großmünzen über. Auch die großen Silbermünzen italienischer Staaten wurden Piastra (von italienisch piastra = Metallplatte) genannt. So wurden Ende des 16. Jahrhunderts erstmals im Kirchenstaat Piaster geprägt.
Auch König Christian IV. von Dänemark-Norwegen ließ ab 1624 Piaster für den Handel der Dänischen Ostindien-Kompanie prägen. König Christian VII. von Dänemark-Norwegen prägte 1771 ebenfalls Piaster, die den spanischen Piastern gleichen, aber die Umschrift „GLORIA EX AMORE PATRIA“ tragen. Im englischsprachigen Raum wurden sie Pillar dollar oder Greenland pillar dollar genannt. Letztere Bezeichnung erscheint absurd, da die Münze in Grönland niemals Zahlungsmittel war. Sie rührt wohl daher, dass die Münze die Namen der drei vom dänischen Königreich abhängigen Gebiete Island, Grönland und Färöer nannte.
Die Währungsbezeichnung Piaster (Abkürzung: PT. oder PS) war darüber hinaus im ehemals spanischen Amerika gebräuchlich. Im Osmanischen Reich und vielen seiner Nachfolgestaaten ist die Bezeichnung Piaster als europäische Fremdbezeichnung für eine frühneuzeitliche Silbermünze, den kuruş üblich, der im 19. Jahrhundert zur Untereinheit der Türkischen Lira wurde. Auch in Ägypten, im Libanon, in Syrien und Jordanien wird daher diese Währungsbezeichnung (in der Landessprache arabisch قرش qirsch, Plural قروش qurūsch) als Währungsuntereinheit für das Ägyptische bzw. Libanesische Pfund sowie den Jordanischen Dinar verwendet. Hundert Piaster ergeben ein ägyptisches Pfund und 1 Piaster wurde früher unterteilt in 10 Millièmes. Auch in Marokko, Tunesien und Zypern wurden Piaster ausgegeben. Der im Rahmen des Goldstandards festgelegte Wechselkurs gegenüber der Mark betrug 1912 für den türkischen Piaster 5,715 pro Mark, für den ägyptischen 4,83. 1 Lira (= 100 Gold-Piaster) entsprach 18,45 Mark.
Piastre ist die französische Bezeichnung für diese Münze. Unter diesem Namen gab Frankreich ab 1880 Handelsmünzen, angelehnt an den US-amerikanischen Handelsdollar, in Indochina aus. Der Kanadische Dollar wird in Québec teilweise auch noch so genannt, ebenso der US-Dollar im Französisch sprechenden Teil Louisianas (Akadien/Acadiana), in Cajun French.

Kirchenstaat 1690: Piaster, Papst Alexander VIII.
Ägypten 1840: 100 Piaster, Sultan Abdülmecid I.
Zypern 1901: 36 Piaster, Eduard VII.
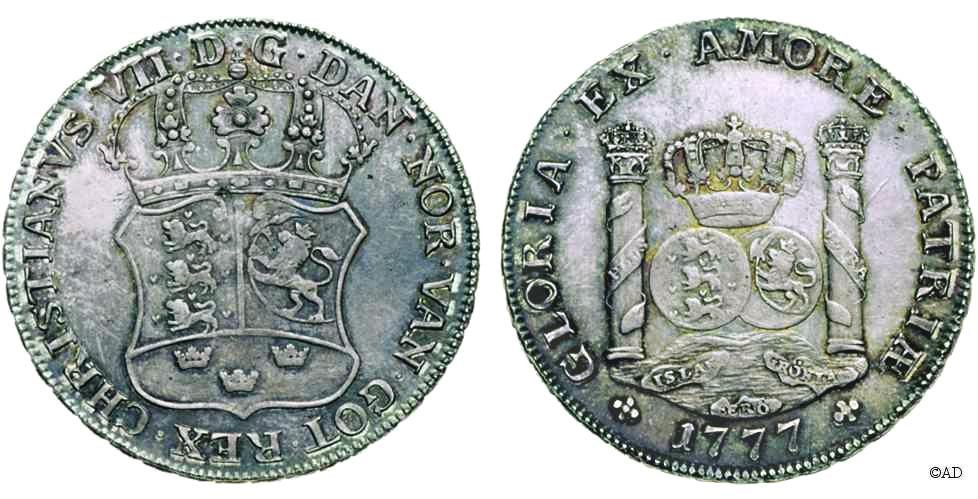
In Kongsberg geprägter dänisch-norwegischer Piaster von 1777